# Pupil·les (grup musical)
Pupil·les és un grup valencià de música rap, format per dues cantants (Natàlia Pons i Mireia Matoses) i el punxadiscos DJ Rule (Joan Rodríguez). Naix a València l'any 2014, inicialment amb el nom de Pupil·les Dilatives i una tercera cantant, Montse Morales. Provenen de distints punts del País Valencià, però el seu punt de trobada ha estat el barri de Benimaclet, a la ciutat de València.
El seu estil es defineix com a rap feminista, amb influències d'altres estils musicals com el punk i el reggaeton. Entre els seus referents estan Obrint Pas, La Gossa Sorda o Aspencat. Quant a referents femenins, destaca La Mala Rodríguez, com també Gata Cattana. Les seues lletres es caracteritzen per ser reivindicatives i literàries, amb missatges feministes clars i directes.

## Trajectòria
En març del 2016 participaren en el cicle de concerts Veus en femení, de la Diputació de València. També han participat en nombrosos festivals, com ara el Feslloc, el Festivern, o el BioRitme (2017).
L'abril de 2018 van presentar la cançó «V», que acompanyada d'un videoclip, critica els maltractaments, la censura i els estereotips que la vagina ha rebut al llarg de la història i advoca per normalitzar la masturbació femenina. D'altra banda, el tema «Colps de puny» fou un encàrrec per a un curtmetratge que es difongué per À Punt, i que tractà sobre l'assetjament que pateixen les dones al carrer. Ambdós temes foren l'avançament de l'EP Rímmel, el seu tercer treball discogràfic produït per Mark Dasousa. Per a 2022 està previst que aparega un nou treball.
En agost de 2024 va anunciar la seua dissolució.

## Discografia
- Bruixes de dol (autoeditat, 2014)
- Les silenciades (autoeditat, 2017)[13]
- Rímmel (2019)[14]
- Tot i res (2022)